# Time Machine (Band)
Time Machine ist eine italienische Progressive-Metal-Band aus Mailand, die im Jahr 1992 gegründet wurde.

## Geschichte
Die Band wurde im Oktober 1992 von dem Bassisten Lorenzo Dehò und dem Gitarristen Ivan Oggioni gegründet. Zusammen arbeiteten sie an dem ersten Album Project: Time Scanning. Das Konzeptalbum sollte eigentlich das musikalische Schaffen der beiden beenden. Zusammen mit dem Sänger Andrea Ruggeri und weiteren Gastmusikern nahmen sie vom Oktober 1992 bis August 1993 das Album auf. Durch den Erfolg des Albums, das schließlich 1993 erschien, entschieden sich die beiden, das Bandprojekt fortzusetzen. Als Gitarrist kam Joe Taccone zur Besetzung, der für die nächsten acht Jahre in der Band bleiben sollte. Mit einer neuen Besetzung erschien 1994 die EP Dungeons of the Vatican, die drei Lieder enthält. Der Tonträger erschien nur in Japan und enthält neu aufgenommene Versionen von Liedern des Debütalbums. Der Veröffentlichung folgten diverse Touren. Im Herbst 1994 kamen zu Dehò, Oggioni und Taccone der Schlagzeuger Antonio Rotta und der Sänger Folco Orlandini. Danach schrieben sie an einem zweiten Album, das 1995 unter dem Namen Act II: Galileo erschien. Der Veröffentlichung folgten weitere Auftritte, unter anderem auch im Mailänder The Factory Club am 6. April 1996, als Mitglieder der Band Angra ein paar Lieder zusammen mit Time Machine spielten. 1996 kamen der Sänger Adolfo „Morby“ Morviducci, der Schlagzeuger Nick Rossetti und der Saxophonist Stefano Della Giustina, der als Gastmusiker bei einem Lied auf dem vorherigen Album zu hören gewesen war, zur Band. Della Guistina hatte vorher die Band gefragt, ob er sich zusammen mit Time Machine für einen Auftritt seiner Jazz-Band warmspielen könne. Er konnte die Band dadurch für sich gewinnen, weshalb sie es als passend erachtete, ihn als Gastmusiker einzubinden. Daraufhin erschien 1997 die EP Shades of Time, die unter anderem auch eine Coverversion des Black-Sabbath-Liedes Heaven and Hell enthält. Die EP konnte, wie auch das Album zuvor, große Aufmerksamkeit in Japan erreichen. 1997 ging die Band auf Tour und trat dabei auch auf dem Gods of Metal auf. Kurz darauf verließ der Sänger Morviducci die Band und wurde durch Nick Fortarezza ersetzt. Danach arbeitete die Gruppe an ihrem nächsten Album, das im November 1998 unter dem Namen Eternity Ends erschien. Hierauf ist unter anderem das Lied I Believe Again enthalten, in dem Andre Matos als Gastsänger zu hören ist. Das Lied wurde auch auf die EP Secret Oceans Part 2, die kurz danach erschien, übernommen. Vor der Veröffentlichung des Albums war bereits Secret Oceans Part 1 erschienen. Nach der Veröffentlichung des Albums hatte Fortarezza die Band wieder verlassen, um eine Karriere als Popmusik-Sänger zu beginnen. Da sich Dehò, Oggioni und Rossetti 1999 dazu entschlossen ein Nebenprojekt namens Khali zu gründen, veröffentlichte Lucretia Records im Frühling 2000 das Best-of-Album Hidden Secrets. Der Tonträger enthält neue Lieder, Demosongs und Live-Material. Bei dem Label Underground Symphony erschien im Juli 2001 die EP Aliger Daemon. Der Tonträger enthält zwei Titel, die auch für das nächste Album Verwendung fanden, sowie ein altes, das neu aufgenommen worden war. Die neue Besetzung bestand aus dem Sänger Pino Tozzi, dem Schlagzeuger Claudio Riotti, dem Gitarristen Gianluca Ferro, der schon im Jahr 2000 auf dem Gods of Metal bei Khali ausgeholfen hatte. Als Gastkeyboarder war auf der EP Eddy Antonini zu hören. Im Oktober 2001 erschien das Album Evil – Liber Primus, der erste Teil der sogenannten Eymerich-Trilogie. Auf dem zweiten Teil Reviviscence – Liber Secundus, der 2004 erschien, waren die Angra-Gitarristen Rafael Bittencourt und Kiko Loureiro, der Keyboarder Fabio Ribeiro (Shaman), der Gitarrist Mariano Croce und der Keyboarder Andrea Mastroianni (beide von der Band Concept) als Gastmusiker zu hören. Zudem steuerte Matteo Giuliani Backing Vocals bei. Danach änderte sich die Besetzung der Band erneut, sodass die Gruppe aus dem Sänger Marco Sivo, dem Gitarristen und Bassisten Gianluca Ferro und dem Bassisten, Gitarristen und Keyboarder Lorenzo Dehò bestand. Zudem kehrten zwei Mitglieder, die bereits zu Zeiten von Evil – Liber Primus in der Band waren, zur Besetzung zurück: Der Keyboarder Alex Del Vecchio und der Schlagzeuger Claudio Riotti. Daraufhin nahm die Gruppe den letzten Teil der Trilogie im Villa Pomini Studio in Castellanza unter der Leitung von Gianluca Ferro und Andrea Bernardi auf. Die Veröffentlichung des Albums war für April/Mai 2007 geplant, jedoch ist dies bisher nicht erfolgt.

## Stil
Laut dem Myspace-Profil der Band basiert Act II: Galileo auf dem Leben von Galileo Galilei. Evil – Liber Primus basiere auf dem Roman Cherudek von Valerio Evangelisti. Laut Javier Ros Mellado von progarchives.com spielt die Band Progressive Metal im Stil von Gruppen wie Queensrÿche und Fates Warning.
Laut Stefan Glas vom Metal Hammer spielt die Band auf Project: Time Scanning Metal, der „experimentell angehaucht, aktuell klingend, powervoll, mit tollen Melodien [und] exzellent interpretiert“ sei. In seiner Rezension zu Hidden Secrets ordnete Andreas Schöwe vom selben Magazin die Band dem Progressive Metal zu. Der Tonträger zeige, dass die „Rockgeschichte in Südeuropa nicht erst mit Rhapsody und Labyrinth begann“. Armin Schäfer vom Metal Hammer gab in seiner Rezension zu Evil – Liber Primus an, dass die Gruppe kommerziell zwar von Bands wie Rhapsody und Labyrinth überholt worden sei, qualitativ den beiden Bands jedoch in nichts nachstehe. Time Machine sei auf den Vorgängern noch zu vertrackt und komplex gewesen, während man sich nun verstärkt auf eingängige Melodien und leicht nachvollziehbare Refrains konzentriere. Im Lied Army of the Dead erinnere die Band an das Threshold-Lied Siege of Baghdad. In einem Artikel über die Band gab Schöwe an, dass die Band Heavy- und Progressive-Metal spielt. Auf Eternity Ends sei es der Band „gelungen, einen eigenständigen, facettenreichen, sowie von ergreifenden Atmosphären und griffigen Melodien geprägten Melodic-Prog-Rock“ zu spielen. Im Interview mit Schöwe gab Lorenzo Dehò an, dass die Band mit ihren Texten verschiedene Paradoxa zu beleuchten beabsichtige. Zudem wolle man wichtige Momente der Zivilisationsgeschichte thematisieren, so etwa, wieso wir mit unserer Zeitrechnung mit der Geburt von Jesus Christus beginnen würden und wer dafür verantwortlich sei, dass wir etwas anbeten würden, von dem wir nicht einmal wüssten, ob es wahr sei oder nicht. Als weitere Beispiele nannte er den Bau der ägyptischen Pyramiden, die auch mit der heutigen Technologie noch schwer nachzubauen seien, oder wieso man als Kind lerne Idole zu vergöttern, die er aus seiner heutigen Sicht niemals akzeptieren könne. In einer weiteren Ausgabe schrieb der Metal Hammer, dass die Band eine Art Begründer einer neuen italienischen Metal-Welle sei. Auch hier wurde die Gruppe wieder dem Progressive Metal zugeordnet.
Frank Trojan vom Rock Hard ordnete die Band dem Progressive- und Power-Metal zu. Zudem spiele die Band „Epic-Hardrock“, der jedoch nicht vergleichbar mit der Musik von Hammerfall, Rhapsody oder Stratovarius, sondern eigenständig sei. Im Interview mit Trojan gab Dehò an, dass die Band zwar mit progressiven und harten Passagen gearbeitet habe, man jedoch ein Rock-Album mit verschiedenen Einflüssen habe gestalten wollen. Ein Beispiel dieser Einflüsse sei klassische Musik oder südamerikanische Latino-Musik. Dehò habe zu der Zeit, als das Album geschrieben worden sei, viel Klassik und Salsa gehört. Die meisten Ideen für die Inhalte der Lieder kämen ihm beim Fernsehschauen. Das Album habe eine depressive Grundhaltung und thematisiere Ungerechtigkeiten und Unverhältnismäßigkeiten in der Welt.

## Diskografie
- Project: Time Scanning (Album, 1993, Lucretia Records)
- Dungeons of the Vatican (EP, 1994, Lucretia Records)
- Act II: Galileo (Album, 1995, Spell Records)
- Shades of Time (EP, 1997, Lucretia Records)
- Live Heresy (EP, 1998, Lucretia Records)
- Secret Oceans Part 1 (EP, 1998, Lucretia Records)
- Secret Oceans Part 2 (EP, 1998, Lucretia Records)
- Eternity Ends (Album, 1998, Lucretia Records)
- Evil – Liber Primus (Album, 2001, Underground Symphony)
- Hidden Secrets (Kompilation, 2001, Lucretia Records)
- Aliger Daemon (EP, 2001, Underground Symphony)
- Reviviscence – Liber Secundus (Album, 2004, Lucretia Records)